# Ron Abbott
Ronald Frederick Abbott (sinh ngày 2 tháng 8 năm 1953 ở Lambeth, London) là một cầu thủ bóng đá người Anh thi đấu ở Football League, ở vị trí hậu vệ cho Queens Park Rangers. Sau đó ông thi đấu ở bóng đá non-league cho Fisher Athletic.